# 488

## Събития
- Ругите с принц Фредерикус отиват към Новае в Мизия.
- Зенон изпраща Теодорих Велики срещу скирите на Одоакър в Италия.
- Есента Теодорих Велики тръгва от Нове със сто хилядна войска и техните фамилии за Италия.
- Гепидите превземат Сингидунум.